# Usije
Usije (cyr. Усије) – wieś w Serbii, w okręgu braniczewskim, w gminie Golubac. W 2011 roku liczyła 314 mieszkańców.